# Plantesociologi
Plantesociologi eller fytosociologi er studiet af vegetationer, dvs. undersøgelsen af plantesamfunds kendetegn, organisering og gensidige afhængighed samt af deres udvikling, geografiske fordeling og klassificering. Plantesociologien er derfor en videnskab, som arbejder med udgangspunkt i floralister, der er så fuldstændige som muligt, og den er også den botaniske forskningsgren, der undersøger de rumlige og tidsmæssige forhold mellem planterne.
Denne videnskab er desuden en del af den økologiske eller geografiske forskning, nemlig dér hvor den ikke nøjes med at beskrive plantegrupperinger, men også studerer planternes indbyrdes forhold sat i sammenhæng med deres miljø (klima, jordbund) og deres geografiske fordeling. Dette gælder så meget desto mere som dens metoder og begreber kan overføres til alle slags organismer.
Plantepopulationer af forskellige arter, som findes på den samme biotop, danner synusier (organismefællesskaber med en karakteristisk artsbestand, ofte med ensartede eller sammenlignelige livsformer, der lever i et lille, afgrænset udsnit af en biotop), fytocønoser (plantefællesskaber på bestemte, flademæssige udsnit af en vegetation), teselaer (eller økotop er den fladebestemte udstrækning og de ikke-levende bestanddele af et økosystem, hvor der findes et bestemt påvirkningsfelt af miljøfaktorer ), catenaer (reliefsekvenser og i jordbundssammenhæng: et sæt af snit gennem en rækkefølge af jordbundsforhold ) osv., og plantesociologien søger at beskrive både plantesamfundenes floristiske sammensætning, dvs. hvilke arter de består af, og deres dynamiske og økologiske sammenhænge.

## De plantesociologiske skoler
- Den svenske plantesamfundsskole (Sernander Hult 1881) er stadig aktiv i Norden.

- Den engelske dominansskole (Smith 1898, 1899, Chipp 1927, Tansley 1946).

- Den amerikanske klimaksskole (Clements 1905, 1916, 1928) som har udgivet kortmaterialer over vegetationer (Gaussen 1933), heriblandt kortlægning af Alpernes vegetation.

- Den fransk-schweiziske Sigmaskole (Braun-Blanquet 1913, 1928, 1951, 1964).

- Den schweiziske synusiskole (Rübel 1917, Gams 1918).

- Den amerikanske kontinuumskole (Gleason 1926, 1939, Curtis & MacIntosh 1951, Curtis 1959, MacIntosh 1967, 1968).

- Den russiske fytogeocønoseskole (Sukachev 1929,1954, Alechin 1932, 1935, Lavrenko 1938).

- Den estiske unistrataskole (Lippmaa 1931, 1933, 1934, 1935).

- Den belgiske skole med udgngspunkt i økologiske grupper (Paul Duvigneaud 1946).

- Den franske skole med udgangspunkt i statistisk økologi (Gounot 1969, Godron 1967, 1971, Daget 1968).

Disse skoler afviger fra hinanden ved:
- deres grundopfattelse, særligt af de grundlæggende enheder (samfund, sociation…), der skal benyttes ved en beskrivelse
- den forskellige vægt, som tillægges dominans, konstans og vedholdenhed blandt arterne, stratifikation og plantegruppernes dynamik
- deres arbejdsmetoder i marken (udvælgelse, konstante kvadrater, tilfældig eller stratificeret [échantillonnage]…),
- deres syntese- og modelopstillingsmetoder

## Forskningsmål
Målet for plantesociologien er at nå frem til en tilstrækkeligt empirisk model af vegetationer ved at bruge kombinationer af plantearter, som entydigt kendetegner vegetationsenheder. Vegetationsenheder, som de forstås af plantesociologer, kan udtrykke temmelig abstrakte vegetationsbegreber (f.eks. samlingen af alle stedsegrønne skove i det vestlige middelhavsområde) eller eksisterende, letgenkendelige vegetationstyper (f.eks. de atlantiske Kork-Egeskove med tæt kronedække på Pleistocæne klitter i den sydvestlige del af den Iberiske halvø). Disse begrebsenheder kaldes "syntaxa" (ental: "syntaxon") og kan sættes ind i et hierarkisk system, kaldet "synsystem" eller syntaxonomisk system. Når man skaber, forbedrer eller tilpasser synsystemet, kaldes det "syntaxonomi". Det syntaxonomiske system er derfor en forsøgsvis tilstrækkelig, empirisk gengivelse af et bestemt områdes vegetation. Der findes en International Code of Phytosociological Nomenclature, som opstiller regler for navngivning af syntaxa, og brugen af den er øget blandt vegetationsforskere. Således har EU udviklet og brugt et komplet synsystem i beskrivelsen af vegetationstyper som basis for klassificering af habitattyper (Natura 2000).
Plantesociologien tager udgangspunkt i, at planterne som alle andre levende væsner ikke lever isoleret fra hinanden. I realiteten lever de forbundet med hinanden (og med dyr, svampe, protister og bakterier) i flere forskellige sammenhænge:
- en "statisk" sammenhæng, som beskriver de abiotiske vilkår i miljøet (lysmængde, temperatur, fugtighed osv.);
- en successionssammenhæng, som beskriver, hvordan økosystemerne følger efter hinanden og gennem forskellige stadier når frem til et homøostatisk endepunkt, klimaks;
- påvirkningssammenhæng, som beskriver de talrige, indbyrdes forhold mellem arterne: biotiske (prædation, parasitisme, cooperation, mutualisme, symbiose, konkurrence) og abiotiske (skygge, giftvirkning, bestøvning osv.).

Takket være fastlæggelsen af vegetationsgrupper, der genspejler frugtbarheden og de grundlæggende, miljøbetingelser på stedet, har plantesociologien fået praktisk anvendelse i skovbruget og landbruget. Når det drejer sig om naturbeskyttelse giver videnskaben mulighed for at skelne mellem forskellige biotoper, sådan at man kan støtte de mest sjældne og truede. I forbindelse med arbejdet på at genskabe natur gør den det også muligt at fastslå udgangssituationen og at følge virkningerne af indsatsen. Se Potentiel naturlig vegetation.

## Sammenhængen mellem plantesociologi og økologi
Plantesociologien interesserer sig for beskrivelse af vegetationer, men også for deres økologiske og botaniske mekanismer og forskelle på alle niveuer. Den samenlignende analyse af vetationsgrupper, som man kan møde i landskabet, gør det også muligt at fastlægge abstrakte kategorier (f.eks. svaret på spørgsmålet ”hvad er et plantesamfund?”).

### Kortlæggelse af vegetationer
Kategorisering af vegetationer hviler på floristiske beskrivelser, der følger præcise forskrifter. Målet er at beskrive forskellighederne i alle verdens vegetationer og at forstå afhængighederne mellem plantesamfund og naturlige eller kunstige miljøer.
Ved at bruge kortmateriale i en rumlig præsentation af plantesoiologiske enheder opnår man et præcist studium af de økologiske vilkår og arternes fordeling i miljøet. Afhængigt af det ønskede niveau fremstiller man kort, der f.eks. viser plantesociologiske forhold, plantesamfundsforhold, biotoptyper, skovressourcer eller jordbonitet.

### Indikatorarter for økologiske grundvilkår
Visse arter af planter er "biologiske indikatorer" for bestemte miljøforhold (lysmængde, surhedgrad, kalkindhold, jordens fugtighed, drænforhold osv.). Ifølge det system, som Heinz Ellenberg har opstillet, kan en plantearts økologiske placering beskrives i forhold til en række betingelser. Det drejer sig om miljøforhold som lysmængde, temperatur, havnærhed, jordbundsfugtighed, pH, mængden af næringsstoffer og saltindhold, og hvert af disse økologiske grundvilkår fastlægges på en skala bestående af 9-12 trin.

### Vegetationsdynamik
Når man laver plantesociologiske undersøgelser på samme sted og med bestemte intervaller, kan man analysere svingninger eller udviklingstendenser i vegetationen. Den slags udviklinger kan dernæst forklares ud fra interne (autogene) eller eksterne (allogene) fænomener hos det undersøgte økosystem. Det er fænomener, som kan skyldes indvandring eller uddøen af arter, genetiske ændringer, menneskellige handlinger, klimaændringer eller katastrofer (brand, oversvømmelse, lavine osv.).

## Klassificering
Den grundlæggende enhed i syntaxonomien er "association". Associationen er en begrebsmæssig model af en konkret phytocønose (plantedelen af en biocønose), og den bliver defineret ved sin karakteristiske kombination af plantearter, habitatskendetegn, biogeografiske område, rolle i den økologiske succession, palæobiogeografiske forhistorie og menneskers historiske anvendelse af området. Samfund med floristiske og geografiske fællestræk kan indordnes i større, økologiske begrebsenheder, der kaldes forbund. Tilsvarende kan forbund indordnes under ordener, som igen kan anbringes i klasser. Indsættelsen af syntaxaelementerne i dette hierarki danner det syntaxonomiske system eller referencemodellen for den givne vegetation i det givne område.

### Klassificering – et eksempel
De danske skove klassificeres plantesociologisk sådan:
- Klasse: Querco-Fagetea (Ege-bøge blandingsskove med tilhørende krat)
  - Orden: Quercetalia robori-petraeae (Egeblandingsskove)
    - Forbund: Betulo-Quercetum, (Birke-egeskove på tør, næringsfattig sandjord)
    - Forbund: Hieracio-Quercetum petraeae (Høgeurt-vinteregeskove på tør, stenet bund)
    - Forbund: Genisto tinctoriae-Quercetum petraeae (Farve-Visse – vinteregeskove)
      - Gruppe: Genisto-Quercenion petraeae

    - Forbund:' 'Quercion robori-petraeae
      - Gruppe: Quercenion robori-petraeae
      - Gruppe: Ilici-Fagenion

  - Orden: Quercetalia pubescenti-petraeae (Skove med Dun-Eg og egesteppeskove)
    - Forbund: Quercion pubescenti
      - Samfund: Aceri monspessulani-Quercetum petraeae (Skove med Fransk Løn og Vinter-Eg)
      - Samfund: Quercetum pubescenti-petraeae (Skove med Dun-Eg og Vinter-Eg)

    - Forbund: Orno-Ostryon
    - Forbund: Potentillo albae-Quercion petraeae
      - Samfund: Potentillo albae-Quercetum petraeae (Tørre skove med Hvid Potentil og Vinter-Eg)

  - Orden: Fagetalia sylvaticae
    - Forbund: Fagion
      - Gruppe: Luzulo-Fagenion
        - Samfund: Luzulo-Fagetum (Frytle-bøgeskove på sur bund)
        - Samfund: Deschampsio flexuosae-Fagetum (Bøgeskove med Bølget Bunke)
        - Samfund: Lonicero periclymeni-Fagetum (Blandingsskove med Eg og Bøg på fugtig, svagt sur bund)
        - Samfund: Milio-Fagetum (Bøgeskove med Flitteraks på sur bund)

      - Gruppe: Galio odorati-Fagenion
        - Samfund: Galio odorati-Fagetum (Bøgeskove med Skovmærke på gennemsnitlig bund)
        - Samfund: Hordelymo-Fagetum (Bøgeskove med Skov-Byg på nærings- og kalkrig bund)
        - Samfund: Carici-Fagetum (Bøgeskove med Star på veldrænet, kalkrig bund)

      - Gruppe: Cephalanthero-Fagenion
      - Gruppe: Aceri-Fagenion
      - Gruppe: Lonicero alpigenae-Fagenion

    - Forbund: Galio rotundifolii-Abietion
      - Gruppe: Dentario glandulosae-Fagenion

    - Forbund: Carpinion betuli
      -         - Samfund: Stellario-Carpinetum (Fladstjerne-avnbøgeskove på fugtig, næringsrig, men kalkfattig bund)
        - Samfund: Galio-Carpinetum (Skov-Snerre - ege-avnbøgeskove på tyndmuldede, vintervåde jorde)

    - Forbund: Alno-Ulmion
    - Forbund: Tilio-Acerion pseudoplatani
      -         - Samfund: Fraxino-Aceretum pseudoplatani (Aske-ahornskove på ur med høj luftfugtighed)
        - Samfund:  Aceri-Tilietum platyphylli (Spids-Løn - lindeskove på ur i bjergene)

      - Gruppe: Clematido-Corylenion
      - Gruppe: Avenello-Acerenion pseudoplatani

    - Forbund: Tilenion platyphylli
      - Gruppe: Lunario-Acerenion pseudoplatani

  - Orden: Prunetalia spinosae
    - Forbund: Prunion spinosae
    - Forbund: Pruno-Rubion
      - Gruppe: Pruno-Rubenion sprengelii
      - Gruppe: Pruno-Rubenion radulae

    - Forbund: Berberidion vulgaris
    - Forbund: Prunion fruticosae

## Videnskabshistorie
Da man havde bemærket, at de forskellige arter ikke var tilfældigt fordelt, og at man ofte kunne finde de samme arter levende sammen i fælles miljøer, fastlagde forløberne for plantesociologien plantesamfundene som grundlæggende enheder i vegetationsdækket. Senere blev denne floristiske tilgang til vegetationen efterhånden erstattet at en mere beskrivelsesmæssig (baseret på biologiske typer), sådan som det blev gjort af de første plantegeografer: Alexander von Humboldt, August Grisebach, Eugen Warming osv.
Til trods for tidlige forsøg andre steder i verden (f.eks. af Charles Flauhault sidst i det 19. århundrede), blev denne videnskab grundlagt i Europa af den schweiziske botaniker og økolog Josias Braun-Blanquet (1884 – 1980). Andre plantesociologer som Erich Oberdorfer og Reinhold Tüxen har løbende skabt et hierarkisk klassifikationssystem, der svarer til det, man har for arterne. Det har udgangspunkt i plantesamfundet, der ses repræsenteret i de givne områder ved samfundsmæssige indidvidualiteter.
Dette system har skabt en teoretisk basis for udviklingen af praktiske værktøjer inden for det økologiske vidensfelt, og det har gjort det muligt at skabe orden i forståelsen af sammenhænge mellem plantesamfundene indbyrdes og mellem dem og deres naturlige eller kunstige miljøer.
I dag forsøger plantesociologien af udvikle sig, så den kan rumme højere niveauer af kompleksitet i opfattelsen af vegetationer. Det sker ved at beskrive hele successionsenheder (vegetationsserier) eller mere bredt: vegetationskomplekser. De ligger inden for en anden videnskabs område, nemlig landskabsplantesociologien.
Andre udviklinger omfatter brugen af multivariat statistik i definitionen af syntaxa og fortolkningen af deres miljømæssige indplacering.

## Yderligere læsning
- Stanley A. Cain: Synusiae as a basis in plant sociological field work i The American Midland Naturalist, 1936, 17, 3 side 665–672
- Salvador Rivas-Martínez: "Sinfitosociologia, una nueva metodo-logia para el estudio del paisaje vegetal" i Anales del Instituto botánico A. J. Cavanilles, 1976 (spansk)
- Robert Harding Whittaker (red.): Classification of plant communities, 1978, ISBN 978-90-6193-566-7, se især J.J. Barkman: Synusial approaches to classification.